# Stawnica, Voivodato de Gran Polonia
Stawnica [pronunciación en polaco: /stavˈnit͡sa/] (en alemán: Stewnitz) es un pueblo ubicado en el distrito administrativo de Gmina Złotów, dentro del Distrito de Złotów, Voivodato de Gran Polonia, en el oeste de Polonia central. Se encuentra aproximadamente a 5 kilómetros al norte de Złotów y a 112 kilómetros al norte de la capital regional Poznan.
Antes de 1772, el área fue parte del Reino de Polonia, hasta 1945 fue de Prusia y Alemania. Para más en su historia, véase Distrito de Złotów.
El pueblo tiene una población de 590 habitantes.

## Residentes notables
- Franz Jasiek (1915–1982), Wehrmacht NCO